# Cophoscincopus greeri
Cophoscincopus greeri là một loài thằn lằn trong họ Scincidae. Loài này được Böhme, Schmitz & Ziegler mô tả khoa học đầu tiên năm 2000.